# Copa Governador do Estado da Bahia de 2013
A Copa Governador do Estado da Bahia de 2013 é a quinta edição da competição de futebol realizada na Bahia pela Federação Bahiana de Futebol que se inicia em 28 de setembro e vai até 24 de novembro. Nessa edição terá a presença de oito clubes divididos em dois grupos. O campeão disputará a Copa do Brasil de 2014.

## Clubes participantes
| Clube                | Cidade               | Estádio          | Capacidade | Em 2012        | Títulos (mais recente) |
| -------------------- | -------------------- | ---------------- | ---------- | -------------- | ---------------------- |
| Bahia                | Salvador             | Fonte Nova       | 48.747     | 7°             | 0 (não possui)         |
| Bahia de Feira       | Feira de Santana     | Jóia da Princesa | 19.274     | 4°             | 0 (não possui)         |
| Catuense             | Catu                 | Carneirão        | 12.000     | Não Participou | 0 (não possui)         |
| Galícia              | Salvador             | Pituaçu          | 32.157     | Não Participou | 0 (não possui)         |
| Jacuipense           | Riachão do Jacuípe   | Pituaçu          | 32.157     | 2°             | 0 (não possui)         |
| Serrano-BA           | Vitória da Conquista | Lomantão         | 12.500     | Não Participou | 0 (não possui)         |
| Vitória              | Salvador             | Barradão         | 35.000     | 6°             | 0 (não possui)         |
| Vitória da Conquista | Vitória da Conquista | Lomantão         | 12.500     | 1°             | 3 (2012)               |

## Primeira fase
Os oito clubes divididos em dois grupos jogam entre si dentro dos grupos jogos de ida e volta, totalizando seis jogos para cada clube nessa primeira fase. Apenas os dois primeiros de cada grupo avançam à fase final.

### Grupo 1
| 1 | Vitória    | 12 | 6 | 4 | 0 | 2 | 13 | 7  | 6  |
| 2 | Jacuipense | 8  | 6 | 2 | 2 | 2 | 9  | 8  | 1  |
| 3 | Bahia      | 7  | 6 | 2 | 1 | 3 | 9  | 11 | -2 |
| 4 | Galícia    | 7  | 6 | 2 | 1 | 3 | 11 | 16 | -5 |

| Bahia      | —   | 2–3 | 2–1 | 1-3 |
| Galícia    | 0-3 | —   | 3-2 | 1–2 |
| Jacuipense | 1–1 | 2–2 | —   | 1–0 |
| Vitória    | 3–0 | 5–2 | 0–2 | —   |

### Grupo 2
| 1 | Vitória da Conquista | 9 | 6 | 2 | 3 | 1 | 8 | 6 | 2  |
| 2 | Bahia de Feira       | 9 | 6 | 2 | 3 | 1 | 4 | 3 | 1  |
| 3 | Catuense             | 6 | 6 | 1 | 3 | 2 | 7 | 8 | -1 |
| 4 | Serrano-BA           | 6 | 6 | 1 | 3 | 2 | 3 | 5 | -2 |

| Bahia de Feira       | —   | 1–0 | 0–0 | 1–1 |
| Catuense             | 0-0 | —   | 1–0 | 2–3 |
| Serrano-BA           | 0–2 | 2–2 | —   | 1–0 |
| Vitória da Conquista | 2–0 | 2–2 | 0–0 | —   |

 Para ler a tabela, a linha horizontal representa os jogos da equipe como mandante. A coluna vertical indica os jogos da equipe como visitante.
| Vitória do mandante. | Vitória do visitante. | Empate. |

## Fase final
|  | Semifinais           | Semifinais           | Semifinais | Semifinais |   |                | Final | Final | Final | Final |
|  |                      |                      |            |            |   |                |       |       |       |       |
|  | Bahia de Feira       | 1                    | 2          | 3          |   |                |       |       |       |       |
|  | Vitória              | 1                    | 1          | 2          |   |                |       |       |       |       |
|  | Vitória              | 1                    | 1          | 2          |   | Bahia de Feira | 2     | 1     | 3 ^   |       |
|  |                      |                      |            |            |   | Bahia de Feira | 2     | 1     | 3 ^   |       |
|  |                      | Vitória da Conquista | 1          | 2          | 3 |                |       |       |       |       |
|  | Jacuipense           | Vitória da Conquista | 1          | 2          | 3 | 1              | 1     | 2     |       |       |
|  | Jacuipense           |                      |            |            |   | 1              | 1     | 2     |       |       |
|  | Vitória da Conquista | 0                    | 2          | 2 *        |   |                |       |       |       |       |

- O Vitória da Conquista se classificou por ter feito melhor campanha na primeira fase.
- l ^  O Bahia de Feira se sagrou campeão por ter feito melhor campanha.

### Final
| 17 de novembro | Vitória da Conquista | 1 – 2          | Bahia de Feira             | Lomantão, Vitória da Conquista                                       |
| 16:00          | Moises 26'           | Súmula Borderô | Jadson 67' · Carlinhos 79' | Público: 1,426 Renda: 7.382,50 Árbitro: BA Manoel Nunes Lopo Garrido |

| Vitória da Conquista | Feira de Santana |

| 23 de novembro | Bahia de Feira | 1 - 2          | Vitória da Conquista  | Joia da Princesa, Feira de Santana                         |
| 16:00          | João Neto 58'  | Súmula Borderô | Silvio 61' · Roni 67' | Público: 855 Renda: 7.000,00 Árbitro: BA Diego Pombo Lopez |

| Feira de Santana | Vitória da Conquista |

## Premiação
| Copa Governador da Bahia 2013 |
| ----------------------------- |
| BAHIA DE FEIRA (1° título)    |